# Tango with Lions
Tango with Lions ist ein griechisch-deutsches Bandprojekt um die Singer-Songwriterin und Sängerin Katerina Papachristou. Mit wechselnden Begleitmusikern besteht die Formation seit 2007. Musikalisch lässt sie sich dem Indie-Folk zurechnen; mitunter führen Rezensenten auch Shoegaze und Slowcore als Stilcharakterisierungen auf.

## Biografie
Offiziell formierten sich Tango with Lions im Sommer 2007 im Rahmen einer Jam-Session in einem Strandhaus in Griechenland. Gründerin der Band war Katerina Papachristou – eine Singer-Songwriterin, Sängerin und Bassistin, die bereits mit vielen englischsprachigen Bands der griechischen Indie-Szene zusammengearbeitet hatte. Ursprünglich als Quartett firmierend, erweiterte sich die Band in den Folgejahren zu einem Quintett. Das Erstlingsalbum mit dem Titel Verba Time erschien 2010 bei Inner Ear Records, dem Label, bei dem auch die weiteren Produktionen der Gruppe erschienen. In Independent-Medien erhielt Verba Time durchweg gute Kritiken. Ihren Bekanntheitsgrad erweiterte die Gruppe mit dem Viral-Gehen der Video-Auskoppelung In a Bar – der Clip generierte bei YouTube rund 35 Millionen Aufrufe.
Das zweite Album der Gruppe, A Long Road, erschien 2013. Das Line-up der Gruppe bestand 2014 aus: Katerina Papachristou (Gesang, akustische Gitarre und Klavier), Yannos Paramithiotis (elektrische Gitarre und Gesang), Nikos Vergetis (Schlagzeug, Percussion und Gesang), Jim Staridas (Trompete und Gesang) sowie Thodoris Zefkilis (Bass und Gesang). Das dritte Album, The Light, begann im Jahr 2015 Gestalt anzunehmen und wurde im Sommer 2017 fertiggestellt. Aufnahmeorte waren das SCA Studio mit Toningenieur und Bandmitglied Thodoris Zefkilis sowie das AKRON Studio, in dem zusätzliche Aufnahmen entstanden unter der Ägide von Toningenieur Vangelis Fampas. Das Mastering erfolgte im Pytzamax Studio von Yannis Paxevanis.
Mit wachsendem Bekanntheitsgrad absolviertem Tango with Lions Auftritte in den Vorprogrammen von Musikern wie Matt Elliott, Mark Lanegan, The Nits, The Besnard Lakes, Warhaus sowie Cigarettes After Sex. Hinzu kam die Zusammenarbeit mit verschiedenen Künstlern und Plattenfirmen in Griechenland und im Ausland sowie die Musik für Theater- und Tanzaufführungen.
Im Jahr 2020 veröffentlichte Papachristou ein handgefertigtes Poesiebuch mit dem Titel Have I Ever Told you. Zusätzlich in diesem mit enthalten: ein aus zwei Stücken bestehendes Digitalalbum. Die Veröffentlichung erfolgte über die Plattform Bandcamp. Das vierte Album mit dem Titel You. Me. entstand in Berlin. Die Aufnahmen erfolgten zwischen September 2021 und Januar 2022 in Athen. Aufnahmeort waren die Lotus-Studios; als Produzent fungierte Vasilis Dokakis.

## Musik
Die Musik von Tango with Lions wird unterschiedlichen Stilrichtungen zugeordnet. Neben übergreifenden Richtungen wie Indie-Folk oder auch Indie-Pop konstatierten einige Kritiken Affinitäten zu neueren Indierock-Richtungen wie Shoegaze und Slowcore oder Bands wie Slowdive sowie den Go-Betweens. Als Alleinstellungsmerkmal der Texte, die in der Regel Sinn- und Befindlichkeitsthemen aufgreifen, wird ihre geschichtenförmige Erzählweise hervorgehoben. Katerina Papachristou Vortrag changiere zwischen Melancholie und afublitzender Härte. Azaria Podplesky von dem Indie-Musikblog stitchedsound.com beschrieb die Wirkung wie folgt: „Papachristous Texte lassen jeden Song wie eine Kurzgeschichte erscheinen. Sie singt selten lauter als in einem durchschnittlichen Gespräch, aber ihre Stimme hat trotzdem etwas Schärfe. Ihre Arbeit am Klavier verleiht einigen Liedern einen düsteren Ton, während sie bei anderen die Stimmung auflockert.“
Ergänzend zu ihren Albumveröffentlichungen haben Tango with Lions bislang mehrere Singles sowie (Stand: Januar 2024) neun Video-Clips veröffentlicht. Das Video zu Proof of Desire wurde von dem griechischen Filmemacher und Musiker Alexander Voulgaris alias The Boy nachts in einem Athener Hotelzimmer abgedreht. Von der Kritik lobend hervorgehoben wurde darüber hinaus der – in Athen aufgenommene und selbst produzierte – Clip zu dem Song The Strike aus dem Jahr 2020.

## Diskografie

### Studioalben
- 2010: Verba Time (Inner Ear Records)
- 2013: A Long Road (Inner Ear Records)
- 2018: The Light (Inner Ear Records)
- 2022: You. Me. (Inner Ear Records)

### Singles
- 2019: Deer’s Eyes (Inner Ear Records)
- 2021: The Strike (Inner Ear Records)